# Cirières
Cirières ist eine französische Gemeinde mit 949 Einwohnern (Stand: 1. Januar 2022) im Département Deux-Sèvres in der Region Nouvelle-Aquitaine (bis 2015 Poitou-Charentes). Sie gehört zum Arrondissement Bressuire und zum Kanton Cerizay. Die Einwohner werden Cirierois genannt.

## Geographie
Cirières liegt etwa neun Kilometer westlich des Stadtzentrums von Bressuire. Durch die Gemeinde fließt der Argenton. Umgeben wird Cirières von den Nachbargemeinden Le Pin im Norden und Nordwesten, Bretignolles im Norden und Nordosten, Bressuire im Osten, La Forêt-sur-Sèvre im Süden sowie Cerizay im Westen und Südwesten.

## Bevölkerungsentwicklung
| Jahr                      | 1962 | 1968 | 1975 | 1982 | 1990 | 1999 | 2006 | 2013 |
| Einwohner                 | 784  | 803  | 824  | 831  | 873  | 896  | 956  | 980  |
| Quelle: Cassini und INSEE |      |      |      |      |      |      |      |      |

## Sehenswürdigkeiten
- Kirche Sainte-Radegonde, 1864 bis 1868 erbaut

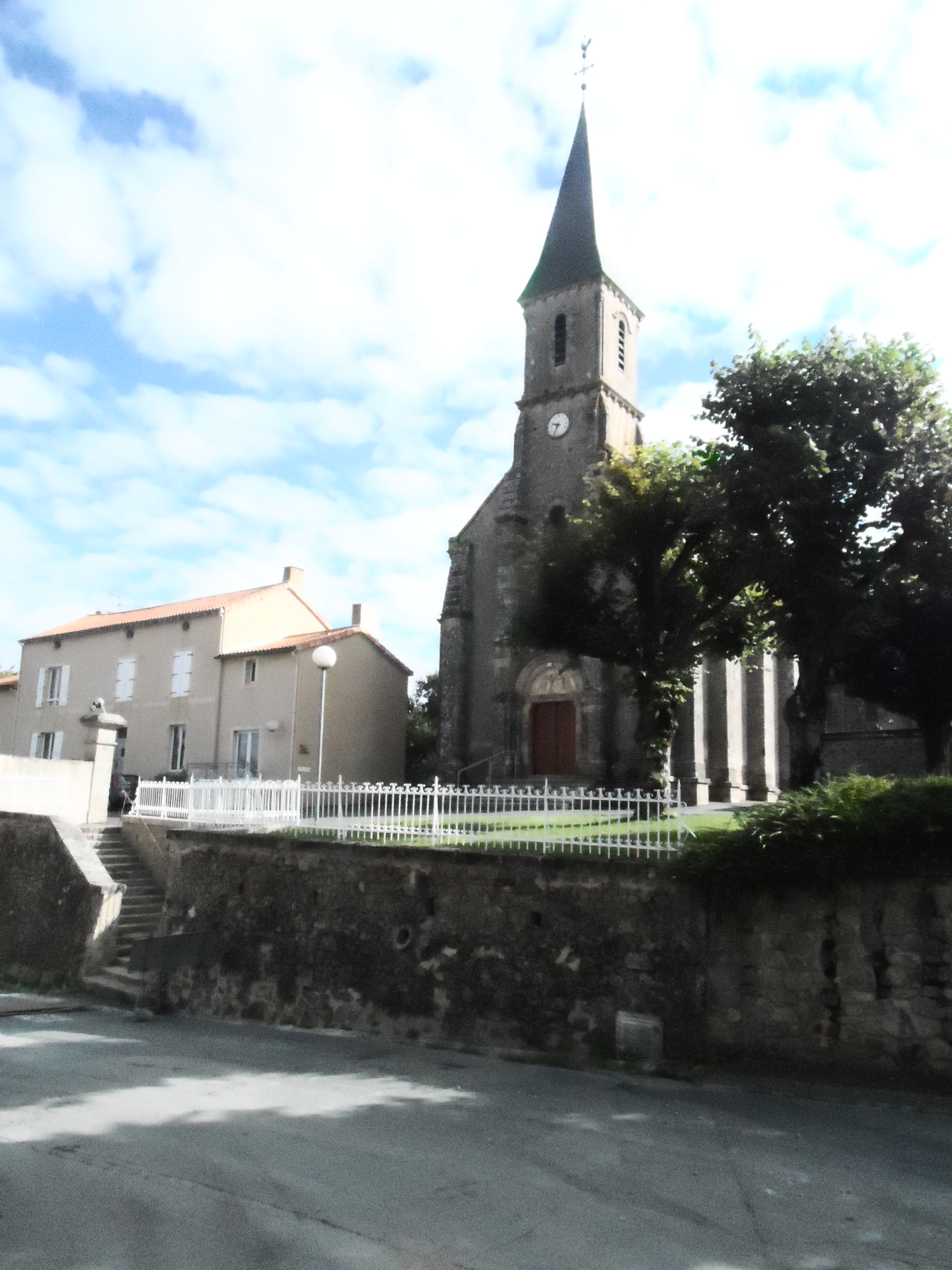
Kirche Sainte-Radegonde